# Cantú
Cantú är en ort i Mexiko.   Den ligger i kommunen Doctor Coss och delstaten Nuevo León, i den centrala delen av landet, 700 km norr om huvudstaden Mexico City. Cantú ligger 120 meter över havet och antalet invånare är 191.
Terrängen runt Cantú är platt. Runt Cantú är det mycket glesbefolkat, med 3 invånare per kvadratkilometer. Närmaste större samhälle är General Bravo, 9,7 km söder om Cantú. Trakten runt Cantú består i huvudsak av gräsmarker.